# 레드햇
레드햇(Red Hat, Inc., 이전 이름: Red Hat Software, Inc.)는 기업에 오픈 소스 소프트웨어 제품을 제공하는 미국의 소프트웨어 기업이자 IBM의 자회사이다. 1993년에 설립된 레드햇은 롤리 (노스캐롤라이나주)에 본사를 두고 있으며 전 세계에 다른 사무실을 운영하고 있다.
레드햇은 엔터프라이즈 운영체제인 레드햇 엔터프라이즈 리눅스와 상당 부분 관련되어 있다. 오픈 소스 엔터프라이즈 미들웨어 공급업체 JBoss를 인수한 후, 레드햇은 엔터프라이즈 가상화 제품인 레드햇 버추얼라이제이션 (RHV)도 제공한다. 레드햇은 스토리지, 운영 체제 플랫폼, 미들웨어, 응용 프로그램, 관리 제품, 지원, 교육 및 컨설팅 서비스를 제공한다.
레드햇은 많은 자유 소프트웨어 프로젝트를 만들고, 유지하며, 기여한다. 이 회사는 여러 기업 인수 합병을 통해 여러 사유 소프트웨어 제품의 코드베이스를 인수했으며, 그러한 소프트웨어를 오픈 소스 사용권 하에 출시했다. 2016년 03월 기준 기준으로 레드햇은 인텔에 이어 리눅스 커널 버전 4.14에 두 번째로 크게 기여한 기업이다.
2018년 10월 28일, IBM은 레드햇을 340억 달러에 인수할 의사를 발표했다. 인수는 2019년 7월 9일에 완료되었다. 이제 독립적인 자회사로 운영된다.

## 역사
1993년, 밥 영은 리눅스와 유닉스 소프트웨어 액세서리를 판매하는 카탈로그 비즈니스인 ACC 코퍼레이션을 설립했다. 1994년, 마크 유잉은 자신의 리눅스 배포판을 만들었고, 이를 레드햇 리눅스라고 명명했다. (이것은 유잉이 카네기 멜런 대학교에 다니는 동안 할아버지에게 받은 빨간 코넬 대학교 라크로스 모자를 썼던 것과 관련이 있다.). 유잉은 10월에 소프트웨어를 출시했으며, 이는 할로윈 릴리스로 알려졌다. 영은 1995년에 유잉의 사업을 인수했고, 두 회사는 합병하여 레드햇 소프트웨어가 되었으며, 영이 최고경영자를 맡았다.
레드햇은 1999년 8월 11일 상장되었으며, 당시 월가 역사상 8번째로 큰 첫날 상승률을 기록했다. 그해 12월 밥 영에 이어 매튜 술릭이 CEO가 되었다. 밥 영은 2002년에 온라인 맞춤형 소량 출판 및 자비출판 회사인 룰루를 설립했다.
1999년 11월 15일, 레드햇은 시그너스 솔루션스를 인수했다. 시그너스는 자유 소프트웨어에 대한 상업적 지원을 제공했으며, GNU 디버거 및 GNU 바이너리 유틸리티와 같은 GNU 소프트웨어 제품의 유지보수 담당자를 두었다. 시그너스의 창립자 중 한 명인 마이클 티만은 레드햇의 최고기술책임자가 되었고, by 2008 오픈 소스 담당 부사장이 되었다. 이후 레드햇은 와이어스피드(WireSpeed), C2Net, 헬스 키친 시스템즈(Hell's Kitchen Systems), 아코피아(Akopia)를 인수했다.
2000년 2월, 인포월드는 레드햇 리눅스 6.1에 대해 레드햇에게 4년 연속 "올해의 운영체제 제품" 상을 수여했다. 레드햇은 2001년에 플래닝 테크놀로지스(Planning Technologies, Inc.)를, 2004년에는 AOL의 iPlanet 디렉토리 및 인증서 서버 소프트웨어를 인수했다.
레드햇은 2002년 2월에 더럼에서 노스캐롤라이나 주립 대학교의 센테니얼 캠퍼스가 있는 롤리 (노스캐롤라이나주)로 본사를 이전했다. 다음 달에 레드햇은 Red Hat Linux Advanced Server를 출시했다. 이는 나중에 레드햇 엔터프라이즈 리눅스 (RHEL)로 이름이 변경되었다. 델, IBM, HP 및 오라클은 플랫폼 지원을 발표했다.
2005년 12월, CIO 인사이트 잡지는 연례 "공급업체 가치 조사"를 실시했으며, 레드햇은 2년 연속 가치 부문에서 1위를 차지했다. 레드햇 주식은 2005년 12월 19일 NASDAQ-100의 일부가 되었다.
레드햇은 2006년 6월 5일 오픈 소스 미들웨어 공급업체 JBoss를 인수했으며, JBoss는 레드햇의 사업부가 되었다. 2006년 9월 18일, 레드햇은 JBoss 기술을 통합하고 다른 유명 소프트웨어 공급업체로부터 인증을 받은 Red Hat Application Stack을 출시했다. 2006년 12월 12일, 레드햇 주식은 나스닥 (RHAT)에서 뉴욕 증권거래소 (RHT)로 거래소를 옮겼다. 2007년에 레드햇은 메타매트릭스를 인수하고 Exadel과 소프트웨어 배포 계약을 맺었다.
2007년 3월 15일, 레드햇은 레드햇 엔터프라이즈 리눅스 5를 출시했으며, 6월에는 Mobicents를 인수했다. 2008년 3월 13일, 레드햇은 서비스 지향 아키텍처, 비즈니스 성과 관리, 시스템 개발 및 엔터프라이즈 데이터 서비스 분야의 시스템 통합 서비스 제공업체인 Amentra를 인수했다.
2009년 7월 27일, 레드햇은 미국 경제의 500개 주요 기업으로 구성된 다양한 지수인 스탠다드 앤 푸어스 500 주가 지수에서 CIT 그룹을 대체했다. 이는 리눅스의 주요 이정표로 보도되었다.
2009년 12월 15일, 레드햇이 2004년 7월 재무 결과 조정과 관련된 집단 소송을 해결하기 위해 US$8.8 million을 지불할 것이라고 보도되었다. 이 소송은 미국 노스캐롤라이나 동부 지방법원에서 계류 중이었다. 레드햇은 제안된 합의에 도달했으며, 11월 30일에 종료된 분기에 US$8.8 million의 일회성 비용을 기록했다.
2011년 1월 10일, 레드햇은 본사를 두 단계로 확장하여 롤리 사업장에 540명의 직원을 추가하고 US$109 million 이상을 투자할 것이라고 발표했다. 노스캐롤라이나 주는 최대 US$15 million의 인센티브를 제공한다. 두 번째 단계는 "소프트웨어 가상화 및 클라우드 기술 제공과 같은 새로운 기술로의 확장"을 포함한다.
2011년 8월 25일, 레드햇은 노스캐롤라이나 주립 대학교 센테니얼 캠퍼스에서 약 600명의 직원을 투 프로그레스 플라자(Two Progress Plaza) 건물로 이전할 것이라고 발표했다. 2013년 6월 24일, 새로운 브랜드의 레드햇 본사에서 개장식이 열렸다.
2012년에 레드햇은 연간 매출이 US$1.13 billion에 달하며 최초의 10억 달러 오픈 소스 기업이 되었다. 레드햇은 2015년에 20억 달러의 기준을 넘었다. February 2018년 기준 기준으로 이 회사의 연간 매출은 거의 30억 달러에 달했다.
2015년 10월 16일, 레드햇은 Ansible이라는 IT 자동화 스타트업을 약 1억 달러에 인수한다고 발표했다.
2017년 6월, 레드햇은 레드햇 하이퍼컨버지드 인프라스트럭처(RHHI) 1.0 소프트웨어 제품을 발표했다.
2018년 5월, 레드햇은 CoreOS를 인수했다.
레드햇이 이스라엘 군대의 지부들과의 관계 및 이스라엘 협력사들에 대한 지지 표명은 가자 지구 분쟁이 지속되는 동안 일부 논란과 보이콧 요구를 야기했다.

### IBM 자회사
2018년 10월 28일, IBM은 역대 최대 규모의 인수 중 하나로 레드햇을 US$34 billion에 인수할 의사를 발표했다. 이 회사는 IBM의 하이브리드 클라우드 사업부에서 운영될 것이다. 마이크로소프트, 아마존, 구글도 레드햇 인수를 고려했던 것으로 알려졌다.
6개월 후인 2019년 5월 3일, 미국 법무부는 IBM의 제안된 레드햇 인수 검토를 완료했으며, 스티븐 J. 본-니콜스에 따르면 "본질적으로 IBM/레드햇 거래를 승인"했다. 인수는 2019년 7월 9일에 완료되었다.

## 페도라 프로젝트

페도라 프로젝트 로고

레드햇은 자유-오픈 소스 소프트웨어 및 콘텐츠의 빠른 발전을 촉진하는 것을 목표로 하는 커뮤니티 지원 자유 소프트웨어 프로젝트인 페도라 프로젝트의 주요 후원사이다.

## 사업 모형
레드햇은 오픈 소스 소프트웨어, 커뮤니티 내 개발, 전문적인 품질 보증, 그리고 구독 기반의 고객 지원에 기반한 비즈니스 모델로 운영된다. 더 많은 프로그래머가 적응하고 개선할 수 있도록 오픈 소스 코드를 생산한다.
레드햇은 고객이 오픈 소스 소프트웨어 제품을 사용하는 데 도움이 되는 지원, 교육 및 통합 서비스에 대한 구독을 판매한다. 고객은 Red Hat Network 및 연중무휴 24시간 지원과 같은 서비스에 무제한으로 액세스하기 위해 하나의 고정 가격을 지불한다.
그러나 2014년 9월, 짐 화이트허스트 CEO는 레드햇이 "클라이언트-서버에서 클라우드-모바일로의 큰 전환을 겪고 있다"고 발표했다.
레드햇 법무팀의 리치 바이넘은 리눅스의 성공과 빠른 개발이 레드햇의 모델을 포함한 오픈 소스 비즈니스 모델 덕분이라고 설명한다.

## 프로그램 및 프로젝트

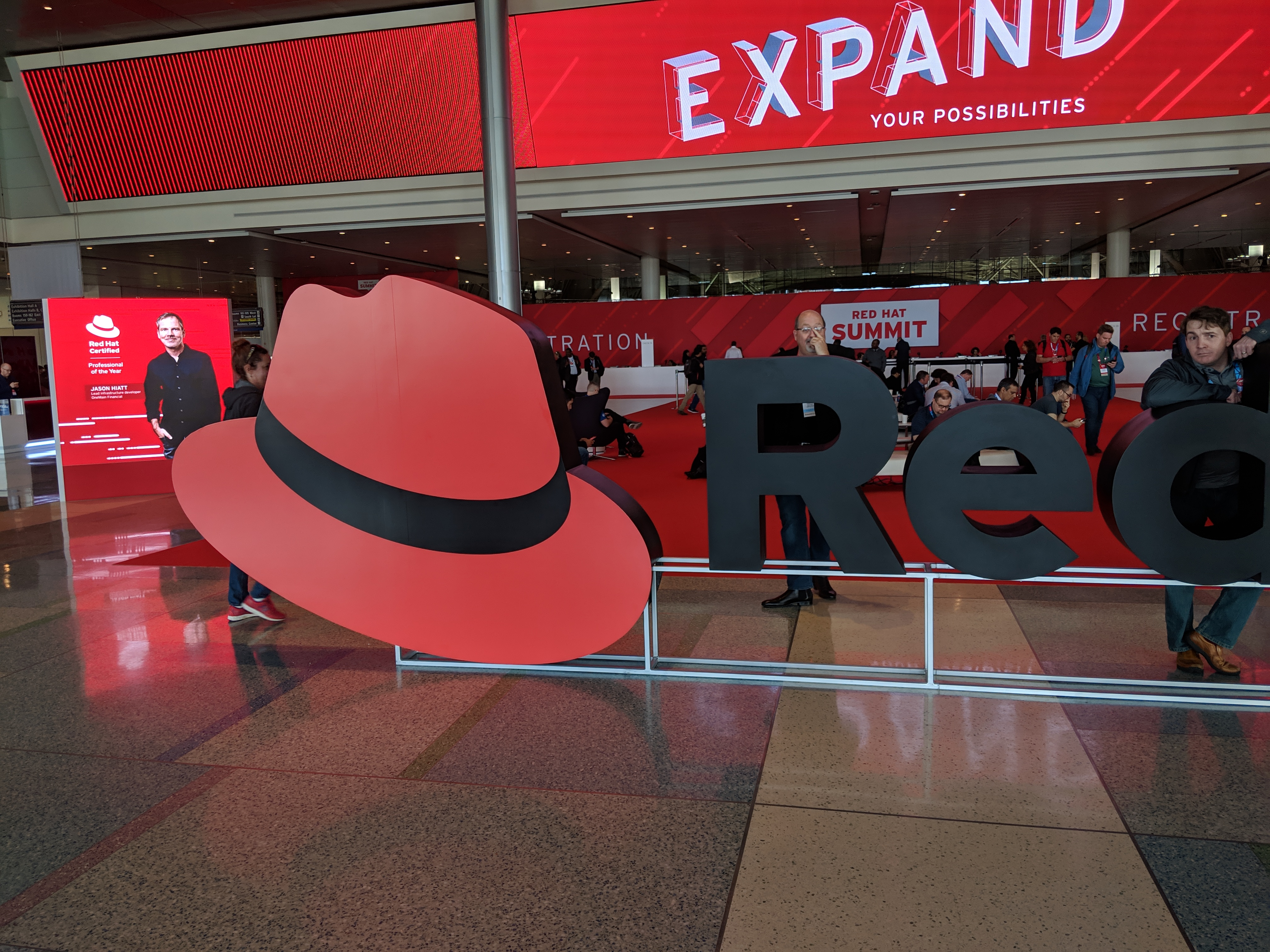
레드햇 서밋은 연례 컨퍼런스이며, 2019년에 열린 모습이다.

### OLPC
레드햇 엔지니어들은 OLPC 이니셔티브 (MIT 미디어 랩 회원들이 설립한 비영리 조직)와 협력하여 저렴한 노트북을 설계 및 생산하고 전 세계 모든 어린이에게 개방형 통신, 개방형 지식 및 오픈 러닝에 대한 접근을 제공하고자 했다. 이 프로젝트가 생산한 마지막 기기인 XO-4 노트북 (2012년)은 운영 체제로 경량화된 페도라 17 버전을 실행한다.

### KVM
아비 키비티는 2006년 중반에 쿰라넷에서 KVM 개발을 시작했으며, 쿰라넷은 2008년에 레드햇에 인수된 기술 스타트업 컴퍼니이다.

### 그놈
레드햇은 그놈 데스크톱 환경에 가장 크게 기여하는 기업이다. 그놈의 공식 개인 정보 관리자인 에벌루션에 풀타임으로 일하는 여러 직원을 두고 있다.

### Systemd
리눅스 시스템을 위한 init 시스템 및 시스템/서비스 관리자.

### 펄스오디오
Freedesktop.org 프로젝트를 통해 배포되는 네트워크 가능한 사운드 서버 프로그램.

### Dogtail
Dogtail은 레드햇이 처음 개발한 오픈 소스 자동 그래픽 사용자 인터페이스 (GUI) 테스트 프레임워크로, GNU 일반 공중 사용 허가서 (GPL) 하에 출시된 자유 소프트웨어로 구성되어 있으며 파이썬으로 작성되었다. 이를 통해 개발자는 응용 프로그램을 구축하고 테스트할 수 있다. 레드햇은 2006년 레드햇 서밋에서 Dogtail 출시를 발표했다.

### MRG
레드햇 MRG는 통합 고성능 컴퓨팅 (HPC)을 위한 클러스터링 제품이다. 두문자 MRG는 "Messaging Realtime Grid"를 의미한다.
레드햇 엔터프라이즈 MRG는 레드햇이 개발한 리눅스 배포판인 레드햇 엔터프라이즈 리눅스 RHEL의 커널을 대체하여 실시간 컴퓨팅에 대한 추가 지원과 함께 로컬 또는 원격 가상 머신, 그리드 컴퓨팅, 클라우드 컴퓨팅으로의 메시지 브로커리지 및 워크로드 스케줄링을 위한 미들웨어 지원을 제공한다.
2011년 기준 기준으로 레드햇은 콘도르 고성능 컴퓨팅 시스템 커뮤니티와 협력하며 소프트웨어 지원도 제공한다.
튜나(Tuna) 성능 모니터링 도구는 MRG 환경에서 실행된다.

### Opensource.com
레드햇은 2010년 1월 20일부터 온라인 출판물 Opensource.com을 제작했다. 이 사이트는 오픈 소스 원칙이 소프트웨어 개발 외의 분야에 적용되는 방식을 강조한다. 이 사이트는 오픈 소스 철학이 비즈니스, 교육, 정부, 법률, 건강 및 생활에 적용되는 방식을 추적한다.
이 회사는 원래 Under the Brim이라는 뉴스레터를 발행했다. Wide Open 잡지는 2004년 3월에 처음 발행되었으며, 레드햇이 구독자들과 기술 콘텐츠를 정기적으로 공유하는 수단이었다. Under the Brim 뉴스레터와 Wide Open 잡지는 2004년 11월에 합쳐져 Red Hat Magazine이 되었다. 2010년 1월, Red Hat Magazine은 Opensource.com이 되었다. 2023년 4월, 레드햇은 회사 정리해고를 겪었고 Opensource.com을 유지보수하는 팀을 해고했다.

### 레드햇 익스체인지
2007년, 레드햇은 일부 자유 소프트웨어 및 오픈 소스 (FOSS) 회사들과 원본 브랜딩을 그대로 유지한 채 FOSS 소프트웨어를 재판매하는 Red Hat Exchange라는 배포 포털을 만들 수 있도록 합의에 도달했다고 발표했다. 그러나 2010년까지 레드햇은 2009년 4월에 시작된 Open Source Channel Alliance에 더 집중하기 위해 Exchange 프로그램을 포기했다.

### Red Hat build of Keycloak
Red Hat build of Keycloak (이전 명칭: Red Hat Single Sign-On)은 최신 응용 프로그램 및 서비스를 위한 ID 관리 및 액세스 관리와 함께 단일 로그인 기능을 제공하는 소프트웨어 제품이다. 이는 키클록 오픈 소스 프로젝트를 기반으로 하며, 업스트림 프로젝트 역할을 한다.

### 레드햇 서브스크립션 관리
레드햇 서브스크립션 관리(Red Hat Subscription Management, RHSM)는 콘텐츠 제공과 구독 관리를 결합한다.

### Ceph Storage
레드햇은 Ceph SDS 프로젝트의 최대 기여자이다. 이 프로젝트는 산업 표준 x86 서버와 이더넷 IP는 물론 ARM, 인피니밴드 및 기타 기술에서 실행되는 블록, 파일 및 객체 스토리지를 제공한다.
Ceph는 주로 단일 실패 지점 없이 완전히 분산된 작동을 목표로 하며, 엑사바이트 수준으로 확장 가능하다.
Ceph는 데이터를 복제하고 내결함성을 갖추게 하며, 상용 하드웨어를 사용하고 특정 하드웨어 지원이 필요하지 않다. Ceph 시스템은 복제, 이레이저 코딩, 스냅샷 및 스토리지 클로닝과 같은 기술을 통해 재해 복구 및 데이터 중복성을 제공한다. 이러한 설계 덕분에 시스템은 자체 치유 및 자체 관리 기능을 갖추고 있어 관리 시간 및 기타 비용을 최소화하는 것을 목표로 한다.
이러한 방식으로 관리자는 사일로를 방지하고 공통 관리 프레임워크 내에서 스토리지를 수집하는 단일 통합 시스템을 갖게 된다. Ceph는 여러 스토리지 사용 사례를 통합하고 리소스 활용도를 향상시킨다. 또한 조직에서 필요한 곳에 서버를 배포할 수 있도록 한다.

### 오픈시프트
레드햇은 Node.js, PHP, 펄, 파이썬, 루비, JavaEE 등을 포함한 응용 프로그램을 지원하는 클라우드 컴퓨팅 서비스형 플랫폼인 오픈시프트를 운영한다.
2018년 7월 31일, 레드햇은 쿠버네티스 플랫폼과 함께 사용되는 마이크로서비스 관리 프로그램인 이스티오 1.0 출시를 발표했다. 이 소프트웨어는 다양한 페도라 기반 운영 체제에서 쿠버네티스 사용을 간소화하기 위해 "트래픽 관리, 서비스 ID 및 보안, 정책 시행 및 텔레메트리" 서비스를 제공한다고 주장한다. 레드햇의 브라이언 레드비어드 해링은 이스티오를 "응용 프로그램 구성 요소 사이에 주입되는 일련의 프록시 서버를 구성하기 위한, 쿠버네티스 제어 평면과 유사한 제어 평면이 되는 것을 목표로 한다"고 설명했다. 또한 레드햇은 구글에 이어 쿠버네티스 코드 자체에 두 번째로 크게 기여하는 기업이다.

### 오픈스택
레드햇은 클라우드 컴퓨팅 방식으로 데이터 센터를 관리하는 데 도움이 되는 오픈스택 버전을 판매한다.

### 클라우드폼스
레드햇 클라우드폼스(Red Hat CloudForms)는 VMware vSphere, Red Hat Virtualization, Microsoft Hyper-V, 오픈스택, Amazon EC2, Google Cloud Platform, Microsoft Azure 및 레드햇 오픈시프트를 기반으로 가상 머신, 인스턴스 및 컨테이너를 관리한다. CloudForms는 레드햇이 오픈 소스화한 매니지IQ 프로젝트를 기반으로 한다. ManageIQ의 코드는 2012년에 ManageIQ를 US$100 million 이상으로 인수한 것에서 유래한다.

### CoreOS
컨테이너 리눅스 (이전 명칭: CoreOS 리눅스)는 리눅스 커널을 기반으로 하는 단종된 오픈 소스 경량 운영 체제로, 클러스터링된 배포를 위한 인프라를 제공하도록 설계되었다. 운영 체제로서 컨테이너 리눅스는 소프트웨어 컨테이너 내에서 응용 프로그램을 배포하는 데 필요한 최소한의 기능만 제공하며, 서비스 검색 및 구성 공유를 위한 내장 메커니즘을 포함한다.

### 리브레오피스
레드햇은 여러 소프트웨어 개발자들과 함께 리브레오피스, 즉 자유-오픈 소스 오피스 제품군에 기여했다. 그러나 2023년, 레드햇은 RHEL 데스크톱에서 Flatpak을 통해 리브레오피스를 다운로드할 수 있다는 점을 들어 RHEL 10에 리브레오피스를 포함하지 않을 것이라고 발표했다.

### 기타 FOSS 프로젝트
레드햇은 또한 "오픈 소스 데이" 이벤트를 조직하며 여기서 여러 파트너가 오픈 소스 기술을 선보인다.

### Xorg
레드햇은 X 윈도 시스템에 가장 크게 기여하는 기업 중 하나이다.

### 유틸리티 및 도구
구독자는 다음 항목에 액세스할 수 있다:
- Red Hat Developer Toolset (DTS)[87] – 성능 분석 및 개발 도구[88]
- Red Hat Software Collections (RHSCL)[89]

레드햇의 주요 제품 및 인수 외에도, 레드햇 프로그래머들은 표준 유닉스 및 리눅스 소프트웨어를 보완하는 소프트웨어 프로그래밍 도구 및 유틸리티를 개발했다. 이러한 레드햇 "제품" 중 일부는 특정 레드햇 운영 환경에서 오픈 소스 채널을 통해 더 넓은 커뮤니티로 퍼져나갔다. 그러한 유틸리티에는 다음이 포함된다:
- 디스크 드루이드 – 디스크 파티션용[90]
- rpm – 패키지 관리용
- sos (son of sysreport) – 시스템 하드웨어 및 구성 정보 수집 도구.[91]
  - sosreport – 시스템 하드웨어 및 구성 세부 정보 보고[92]
- SystemTap – IBM, 히타치, 오라클[93] 및 인텔과 함께 개발된 리눅스 커널용 트레이싱 도구[94]
- 네트워크매니저

레드햇 웹사이트는 조직의 자유-오픈 소스 소프트웨어 프로젝트에 대한 주요 참여를 나열한다.
레드햇의 후원 하에 있는 커뮤니티 프로젝트에는 다음이 포함된다:
- 소프트웨어 저장소 관리를 위한 Pulp 응용 프로그램.[96]

## 자회사

### 레드햇 체코
레드햇 체코 s.r.o.는 체코 브르노에 기반을 둔 레드햇의 연구 개발 부문이다. 이 자회사는 2006년에 설립되었으며 1,180명의 직원(2019년)을 보유하고 있다. 레드햇은 2006년에 다른 지역보다 체코 공화국을 선택했는데, 이는 이 나라가 오픈 소스를 포용했기 때문이다. 이 자회사는 2017년에 브르노 테크놀로지 파크에 두 번째 사무실을 확장하여 350명의 직원을 추가 수용했다.
2016년, 레드햇 체코는 CZK 1,002 million (2016 회계연도)의 매출과 CZK 123 million (2016 회계연도)의 순이익을 보고했으며, 자산은 CZK 420 million (2016 회계연도)|CZK 325 million (2015 회계연도)이었다.
이 그룹은 2010년 체코 공화국에서 "올해 가장 진보적인 고용주"로 선정되었으며, 2011년 에이온에 의해 대규모 기업 부문 "체코 공화국 최고의 고용주"로 선정되었다.

### 레드햇 인디아
2000년, 레드햇은 인도 고객에게 레드햇 소프트웨어, 지원 및 서비스를 제공하기 위해 자회사 Red Hat India를 설립했다. 레드햇 유럽, 중동 및 아프리카의 전 부사장 겸 총괄 책임자인 콜린 텐윅은 "인도 대륙에서 레드햇 리눅스의 빠른 채택에 대응하여" Red Hat India가 개설되었다고 말했다. 그는 또한 "인도 시장에서 오픈 소스 솔루션에 대한 수요가 증가하고 있으며, 레드햇은 이 지역에서 중요한 역할을 하고자 한다"고 덧붙였다. Red Hat India는 현지 기업들과 협력하여 정부와 교육 분야 모두에서 오픈 소스 기술 채택을 가능하게 했다.
2006년, 레드햇 인디아는 인도 전역의 27개 도시에 걸쳐 70개 이상의 채널 파트너로 구성된 유통 네트워크를 보유했다. Red Hat India의 채널 파트너로는 MarkCraft Solutions, Ashtech Infotech Pvt Ltd., Efensys Technologies, Embee Software, Allied Digital Services 및 Softcell Technologies가 있었다. 유통업체로는 Integra Micro Systems 및 잉그램 마이크로가 있다.

## 인수 합병
레드햇의 첫 번째 주요 인수는 1999년 7월 30일에 독일 컴퓨터 회사 델릭스 컴퓨터(Delix Computer)의 리눅스 기반 운영체제 사업부인 델릭스 컴퓨터 GmbH-Linux 부서를 인수한 것이었다.
레드햇은 2000년 1월 11일에 자유 소프트웨어에 대한 상업적 지원을 제공하는 회사인 시그너스 솔루션스를 인수했다. 이 인수는 US$674 million으로, 회사 최대 규모의 인수였다. 시그너스의 공동 창립자인 마이클 티만은 인수 후 레드햇의 최고기술책임자로 재직했다. 레드햇은 2000년에 시그너스 솔루션스, Bluecurve, Wirespeed Communications, Hell's Kitchen Systems, C2Net 등 5건의 가장 많은 인수를 진행했다. 2006년 6월 5일, 레드햇은 오픈 소스 미들웨어 공급업체 JBoss를 US$420 million에 인수하고 자체 레드햇 사업부로 통합했다.
1998년 12월 14일, 레드햇은 첫 번째 자산 매각을 단행했으며, 인텔과 넷스케이프가 회사 지분의 소수 지분을 공개되지 않은 금액으로 인수했다. 다음 해인 1999년 3월 9일, 컴팩, IBM, 델 및 노벨은 각각 레드햇 지분의 소수 지분을 공개되지 않은 금액으로 인수했다.

### 인수
| 날짜             | 회사                                  | 사업                                                      | 국가     | 가치 (USD)   | 참조            |
| ---------------- | ------------------------------------- | --------------------------------------------------------- | -------- | ------------ | --------------- |
| 1999년 7월 13일  | Atomic Vision                         | 웹사이트 디자인                                           | 미국     | —            | [ 109 ] [ 110 ] |
| 1999년 7월 30일  | Delix Computer GmbH -Linux Div        | 컴퓨터 및 소프트웨어                                      | 독일     | —            | [ 111 ]         |
| 2000년 1월 11일  | 시그너스 솔루션스                     | gcc, gdb, binutils                                        | 미국     | $674,444,000 | [ 112 ] [ 108 ] |
| 2000년 5월 26일  | Bluecurve                             | IT 관리 소프트웨어                                        | 미국     | $37,107,000  | [ 113 ]         |
| 2000년 8월 1일   | Wirespeed Communications              | 인터넷 소프트웨어                                         | 미국     | $83,963,000  | [ 114 ]         |
| 2000년 8월 15일  | Hell's Kitchen Systems                | 인터넷 소프트웨어                                         | 미국     | $85,624,000  | [ 115 ]         |
| 2000년 9월 13일  | C2Net                                 | 인터넷 소프트웨어                                         | 미국     | $39,983,000  | [ 116 ]         |
| 2001년 2월 5일   | Akopia                                | 이커머스 소프트웨어                                       | 미국     | —            | [ 117 ]         |
| 2001년 2월 28일  | Planning Technologies                 | 컨설팅                                                    | 미국     | $47,000,000  | [ 118 ]         |
| 2002년 2월 11일  | ArsDigita                             | 자산 및 직원                                              | 미국     | —            | [ 119 ]         |
| 2002년 10월 15일 | NOCpulse                              | 소프트웨어                                                | 미국     | —            | [ 120 ]         |
| 2003년 12월 18일 | Sistina Software                      | GFS, LVM, DM                                              | 미국     | $31,000,000  | [ 121 ]         |
| 2004년 9월 30일  | The 넷스케이프 Security -Certain Asts | 특정 자산                                                 | 미국     | —            | [ 122 ]         |
| 2006년 6월 5일   | JBoss                                 | 미들웨어                                                  | 프랑스   | $420,000,000 | [ 123 ] [ 124 ] |
| 2007년 6월 6일   | MetaMatrix                            | 정보 관리 소프트웨어                                      | 미국     | —            | [ 125 ]         |
| 2007년 6월 19일  | Mobicents                             | 통신 소프트웨어                                           | 미국     | —            | [ 126 ]         |
| 2008년 3월 13일  | Amentra                               | 컨설팅                                                    | 미국     | —            | [ 127 ]         |
| 2008년 6월 4일   | Identyx                               | 소프트웨어                                                | 미국     | —            | [ 128 ]         |
| 2008년 9월 4일   | Qumranet                              | KVM, RHEV, SPICE                                          | 이스라엘 | $107,000,000 | [ 129 ]         |
| 2010년 11월 30일 | Makara                                | 엔터프라이즈 소프트웨어                                   | 미국     | —            | [ 130 ]         |
| 2011년 10월 4일  | Gluster                               | GlusterFS                                                 | 미국     | $136,000,000 | [ 131 ]         |
| 2012년 6월 27일  | FuseSource                            | 엔터프라이즈 통합 소프트웨어                              | 미국     | —            | [ 132 ]         |
| 2012년 8월 28일  | Polymita                              | 엔터프라이즈 소프트웨어                                   | 스페인   | —            | [ 133 ]         |
| 2012년 12월 20일 | 매니지IQ                              | 오케스트레이션 소프트웨어                                 | 미국     | $104,000,000 | [ 134 ]         |
| 2014년 1월 7일   | 센트OS 프로젝트                       | 센트OS                                                    | 미국     | —            | [ 135 ] [ 136 ] |
| 2014년 4월 30일  | Inktank Storage                       | Ceph                                                      | 미국     | $175,000,000 | [ 137 ]         |
| 2014년 6월 18일  | eNovance                              | 오픈스택 통합 서비스                                      | 프랑스   | $95,000,000  | [ 138 ]         |
| 2014년 9월 18일  | FeedHenry                             | 모바일 애플리케이션 플랫폼                                | 아일랜드 | $82,000,000  | [ 139 ]         |
| 2015년 10월 16일 | Ansible                               | 구성 관리, 오케스트레이션 엔진                            | 미국     | —            | [ 140 ]         |
| 2016년 6월 22일  | 3scale                                | API 관리                                                  | 미국     | —            | [ 141 ]         |
| 2017년 5월 25일  | Codenvy                               | 클라우드 소프트웨어                                       | 미국     | —            | [ 142 ]         |
| 2017년 7월 31일  | Permabit                              | 데이터 중복 제거 및 압축                                  | 미국     | —            | [ 143 ]         |
| 2018년 1월 30일  | CoreOS                                | 컨테이너화된 애플리케이션 관리: Container Linux by CoreOS | 미국     | $250,000,000 | [ 144 ]         |
| 2018년 11월 28일 | NooBaa                                | 클라우드 스토리지 기술                                    | 이스라엘 | —            | [ 145 ]         |
| 2021년 1월 7일   | StackRox                              | 컨테이너 관리 소프트웨어                                  | 미국     | —            | [ 146 ]         |

### 자산 매각
| 날짜             | 인수자 | 대상 회사 | 대상 사업            | 인수자 국가 | 가치 (USD) | 참조    |
| ---------------- | ------ | --------- | -------------------- | ----------- | ---------- | ------- |
| 1998년 12월 14일 | 인텔   | Red Hat   | 오픈 소스 소프트웨어 | 미국        | —          | [ 147 ] |
| 1999년 3월 9일   | 컴팩   | Red Hat   | 오픈 소스 소프트웨어 | 미국        | —          | [ 148 ] |
| 1999년 3월 9일   | IBM    | Red Hat   | 오픈 소스 소프트웨어 | 미국        | —          | [ 149 ] |
| 1999년 3월 9일   | 노벨   | Red Hat   | 오픈 소스 소프트웨어 | 미국        | —          | [ 150 ] |

1. ↑  Delix Computer GmbH-Linux Div는 Delix Computer에서 인수되었다.
2. ↑  넷스케이프 Security-Certain Asts는 넷스케이프 Security Solutions에서 인수되었다.
3. ↑  인텔은 레드햇 지분 소수를 인수했다.
4. ↑  컴팩은 레드햇 지분 소수를 인수했다.
5. ↑  IBM은 레드햇 지분 소수를 인수했다.
6. ↑  노벨은 레드햇 지분 소수를 인수했다